# Andreas Knorr (Physiker)
Andreas Knorr (* 14. April 1965 in Erfurt) ist ein deutscher theoretischer Physiker, der seit 2000 eine Professur für Nichtlineare Optik und Quantenelektronik von Halbleitern an der Technischen Universität Berlin innehat.

## Leben
Knorr studierte ab 1986 an der Friedrich-Schiller-Universität in Jena, was er 1990 mit einer experimentellen Arbeit zur Laserspektroskopie abschloss. Anschließend wechselte er zur theoretischen Physik und forschte an der University of New Mexico zur Ausbreitung von Laserlicht in der Atmosphäre und am Optical Sciences Center der University of Arizona in Tucson zur Festkörperoptik.
Knorr wurde 1993 in Jena promoviert. Nach einem Aufenthalt an der Georg-August-Universität in Göttingen ging er als Assistent zu Stephan W. Koch, mit dem er bereits in Arizona gearbeitet hatte, an die Philipps-Universität Marburg. Nach seiner Habilitation im Jahr 1998 wurde Knorr 2000 an die TU Berlin berufen.
Zu seinen Doktoranden dort zählte Jens Förstner, seit 2013 Professor an der Universität Paderborn, sowie Ermin Malic, seit 2015 Assistenzprofessor an der Technischen Universität Chalmers in Göteborg.

## Veröffentlichungen (Auswahl)
- J. Förstner, C. Weber, J. Danckwerts, A. Knorr: Phonon-assisted damping of Rabi oscillations in semiconductor quantum dots. In: Physical Review Letters, 91 (12), 2003, S. 127401, doi:10.1103/PhysRevLett.91.127401
- E. Malic, A. Knorr: Graphene and Carbon Nanotubes: Ultrafast Relaxation Dynamics and Optics. Wiley-VCH, Berlin 2013, ISBN 978-3-527-41161-0